# 笛卡尔循环
笛卡尔循环（英語：Cartesian circle）是勒内·笛卡尔推理过程中犯下的循环论证。
例如，在沉思集的第三沉思里，他论证道，任何我感知得清楚明白的事物都是真的。(AT VII 35) 接着，他同时在第三沉思里论证上帝的存在，目的是取消他在第一沉思里对上帝的怀疑。最后，他却又说道，没有上帝存在的知识，他的所有知识都可能是不确定的。
笛卡尔循环就是对上面这种论证的批判，采取下面的形式：
1. 笛卡尔对清楚明白的感知可靠这个原则（真实规则）的证明，是上帝存在而不是欺骗者的前提。
2. 笛卡尔对上帝存在的诸证明，却又是清楚明白地感知可靠这个原则的前提。

因此，笛卡尔的证明就是循环的。循环论证是指，论证中的前提被论证的结论包含，这是推理上的谬误之一。 

## 笛卡尔时人
许多笛卡尔所处时代的人已经指出笛卡尔犯下的谬误。
第一个指出谬误的是马兰·梅森，在“第二组反驳与答辩”中：
既然你还不确实知道上帝的存在，而你却说，如果你不首先肯定地、清楚地认识上帝存在，你就不能确实知道任何东西，或者你就不能清楚、分明地认识任何东西，那么这就等于你还不知道你是一个在思维着的东西，因为，按照你的说法，这种认识取决于对一个存在着的上帝的清楚的认识，而这种认识你还没有在你断言你清楚地认识你是什么的那些地方证明过。 (AT VII 124–125)
笛卡尔对循环论证的回应，在“第四组反驳与答辩中”，他给出了所谓“记忆回应”（the Memory response）。 他指出，第五沉思中(AT VII 69–70)，他并没有说他需要一个神才能保证清楚明白的观念，而只是保证他的记忆：
当我说我们确知我们非常清楚、非常明白地领会的东西之所以都是真的是因为上帝存在，而我们确知上帝存在是因为我们对上帝存在领会得非常清楚、非常分明。我这样说并没有陷入循环论证中，我是把我们事实上领会得非常清楚的东西同我们记得以前曾领会得非常清楚的东西区别开来。 (AT VII 140)
然后，他清晰地否定了我思是推理的结果：“当有人说：我思维，所以我存在时，他从他的思维得出他的存在这个结论并不是从什么三段论式得出来的，而是作为一个自明的事情；他是用精神的一种单纯的灵感看出它来的。”
Antoine Arnauld是笛卡尔的反对者之一，他反驳笛卡尔关于所谓真实规则的论证。他指责笛卡尔循环论证。  (Carriero 203-204).

## 当代评论者
- 伯纳德·威廉姆斯关于记忆回应这样说：“当一个人确实用直觉给出命题，没有怀疑可以存在。任何怀疑都只能在不用直觉的地方才能存在。(p. 206) ”他继续论证：“笛卡尔体系的问题不是它是循环的，也不是在上帝证明和真实原则间有违背理性的关系，真正的问题在于，上帝的证明是无效的，直觉上已经预设了上帝的存在。 (p. 210)”

- Andrea Christofidou解释说："The distinction appropriate here is that between cognitio and scientia; both are true and cannot be contradicted, but the latter is objectively true and certain (with the guarantee of God), while the former is subjectively true and certain, that is, time-bound, and objectively possible (and does not need the guarantee of God)." (pp 219–220)

- Harry Frankfurt 的作品《Demons, Dreamers, and Madmen: the Defense of Reason in Descartes' Meditations》 (Bobbs–Merrill, 1970; reprinted by Princeton University Press, 2007)也有评论。Frankfurt认为笛卡尔证明上帝、证明真实原则，目的并不是结论完全正确，而是展示理性强迫他这么做，甚至面对根本的怀疑论证时也是这样。根据Frankfurt，理性的有效性是通过反驳主要的怀疑假设完成的，是论证的第一结论，而上帝存在性命题只是准备中的一步。

## 推荐阅读
- 勒内·笛卡尔, The Philosophical Writings of Descartes Volume II, translated John Cottingham, Robert Stoothoff, and Dugald Murdoch (Cambridge University Press, 1984) ISBN 0-521-28808-8
- Andrea Christofidou, "Descartes' Dualism: Correcting Some Misconceptions" (Journal of the History of Philosophy XXXIX:2, April 2001)
- 伯纳德·威廉姆斯, Descartes: The Project of Pure Enquiry (Penguin Books, 1978) ISBN 0-14-022006-2
- Newman, Lex, "Descartes’ Epistemology", The Stanford Encyclopedia of Philosophy (Spring 2019 Edition), Edward N. Zalta (ed.), URL = <https://plato.stanford.edu/archives/spr2019/entries/descartes-epistemology/>.
- John Carriero, “Cartesian Circle and the Foundations of Knowledge”
- Gary Hatfield, “The Cartesian Circle,” in Gaukroger, Blackwell Companion to Descartes’ Meditations (2006), pp. 122-141.

## 链接
- Cartesian Circle - Encyclopedia Britannica （页面存档备份，存于）